# Egon Krenz
Egon Krenz (n. 19 martie 1937, Kołobrzeg, Statul Liber Prusia⁠(d), Reich-ul German) este un fost politician comunist din Germania de Est. A fost succesorul lui Erich Honecker la conducerea Partidului Unității Socialiste din Germania și a Consiliului de Stat, însă doar pentru două luni, demisionând datorită crizei politice a regimului comunist.
De-a lungul carierei sale, Krenz a ocupat mai multe funcții în conducere. A fost adjunctul lui Honecker și i-a succedat la putere în octombrie 1989, în timpul protestelor împotriva regimului comunist. Încercarea sa de a menține la putere regimul cu ajutorul unor reforme a eșuat și astfel, a fost forțat să demisioneze după căderea Zidului Berlinului.
După reunificarea celor două Germanii, a fost condamnat la șase ani și jumătate de închisoare pentru omor din culpă, pentru rolul său avut în comiterea crimelor regimului.

## Primii ani
Egon Krenz s-a născut la Kolberg, care astăzi se numește Kołobrzeg, în actuala Polonie. Familia sa a fost reinstalată în Damgarten în 1944, în timpul deportării germanilor din Pomerania Posterioară.

## Cariera politică în Germania de Est
Krenz s-a alăturat Partidului Unității Socialiste din Germania (SED) în 1955. Din 1971 până în 1990, a fost membru al Camerei Poporului (Volkskammer-organul legislativ în R.D.G.) și al prezidiului acesteia din 1971 și până 1981. Între 1974-1983, a fost liderul tineretului comunist est-german, iar între 1981-1984, membru al Consiliului de Stat. În 1983, Egon Krenz a fost decorat cu Ordinul Karl Marx. 
În iunie 1989, a vizitat pentru prima dată Germania de Vest, la invitația lui Oskar Lafontaine, conducătorul land-ului Saarland din partea Partidului Social-Democrat din Germania (SPD). Conform relatărilor, social-democrații vest-germani nu au fost impresionați. Brigitte Schulte, membră SPD, care l-a însoțit pe Krenz pe durata vizitei sale, a declarat că era extrem de antipatic.

## Lider al Germaniei de Est
În urma protestelor împotriva regimului comunist din Germania de Est, s-a votat înlocuirea lui Erich Honecker cu Egon Krenz în funcția de secretar general al SED. Mai apoi, în ciuda revoltelor, a fost ales și președinte al Consiliului de Stat și al celui de Apărare Națională.
Pentru început, a promis reforme democratice. A început să nu mai vorbească în discursuri în vocabularul specific comunismului și a declarat că întotdeauna a vrut să reformeze regimul, iar est-germanii l-au crezut. După înăbușirea în sânge a protestelor din Piața Tiananmen în China, a mers la Beijing să îi mulțumească în numele Berlinului de Est lui Deng Xiaoping. Aceasta a atras furia est-germanilor, care au protestat vehement.
Pe 7 noiembrie, a aprobat demisia primului-ministru Willi Stoph și a cabinetului său.
Deși a promis reforme economice, opoziția față de regim era tot mai mare. Astfel, Krenz a fost nevoit să redeschidă granița cu Cehoslovacia, închisă pentru a opri exodul est-germanilor către Germania de Vest.

## Căderea Zidului Berlinului
Căderea Zidului Berlinului a marcat distrugerea politicilor lui Krenz și ale SED de a menține comunismul. La 18 noiembrie, Krenz era nevoit să demisioneze din funcțiile de secretar general al SED, președinte al Consiliului de Stat și al Consiliului Apărării Naționale. El devenea astfel ultimul lider comunist al Germaniei de Est. Pentru a nu-i strica reputația, succesorul SED, și anume Partidul Socialismului Democrat, l-a primit pe Krenz ca membru în 1990.

## În închisoare
În 1997, Egon Krenz a fost condamnat la șase ani și jumătate de închisoare pentru crime comise în perioada Războiului Rece. Aceste crime erau îndreptate împotriva est-germanilor care voiau să evadeze din spațiul comunist sărind Zidul Berlinului.
Krenz a fost închis la închisoarea Hakenfelde, după care a fost transferat la Plötzensee. După patru ani de închisoare, în 2003, a fost eliberat.

## După eliberarea din închisoare
Spre deosebire de alți foști comuniști est-germani, Krenz continuă și acum să apere fosta Republică Democrată Germană și încă nu și-a schimbat opiniile politice. De câteva ori, s-a referit la reunificarea Germaniei ca fiind Anschluss-ul.